# Sophie Marceau
Sophie Marceau (født 17. november 1966 i Paris) er en fransk skuespiller, instruktør og manuskriptforfatter. 

## Biografi
Sophie Marceau fik sin filmdebut i 1980, da hun bare 14 år gammel medvirkede i filmen La boum. I 1983 medvirkede hun i opfølgeren til La boum, La boum 2 for hvilket hun vandt en César for største kvindelige filmhåb. Efterfølgende har hun medvirket i flere både franske og udenlandske film. Hun spillede blandt andet "overskurken" Elektra King i James Bond-filmen The World Is Not Enough i 1999.
Udover sine aktiviteter som skuespiller, har hun også haft tid til, at arbejde som instruktør og manuskriptforfatter. 

## Filmografi

### Som skuespiller
| År   | Filmtitel                                         | Rolle                         |
| ---- | ------------------------------------------------- | ----------------------------- |
|      | Un bonheur n'arrive jamais seul (post-production) |                               |
| 2010 | L'âge de raison                                   | Marguerite vel Margaret Flore |
| 2009 | L'homme de chevet                                 | Muriel                        |
| 2009 | Ne te retourne pas                                | Jeanne                        |
| 2008 | De l'autre côté du lit                            | Ariane Marciac                |
| 2008 | LOL (Laughing Out Loud) ®                         | Anne                          |
| 2008 | Les femmes de l'ombre                             | Louise Desfontaines           |
| 2007 | La disparue de Deauville                          | Victoria/Lucie                |
| 2005 | Anthony Zimmer                                    | Chiara Manzoni                |
| 2004 | À ce soir                                         | Nelly                         |
| 2003 | Les clefs de bagnole                              | La clapman                    |
| 2003 | Je reste!                                         | Marie-Dominique Delpire       |
| 2003 | Alex & Emma                                       | Polina Delacroix              |
| 2001 | Belphégor - Le fantôme du Louvre                  | Lisa/Belphégor                |
| 2000 | La fidélité                                       | Clélia                        |
| 1999 | The World Is Not Enough                           | Elektra King                  |
| 1999 | En skærsommernatsdrøm                             | Hippolyta                     |
| 1999 | Lost & Found                                      | Lila Dubois                   |
| 1997 | Firelight                                         | Elisabeth Laurier             |
| 1997 | Marquise                                          | Marquise                      |
| 1997 | Anna Karenina                                     | Anna Karenina                 |
| 1995 | Bag skyerne                                       | Pigen                         |
| 1995 | Braveheart                                        | Prinsesse Isabelle            |
| 1994 | D'Artagnans datter                                | Eloïse d'Artagnan             |
| 1993 | Fanfan                                            | Fanfan                        |
| 1991 | La note bleue                                     | Solange Sand                  |
| 1991 | Pour Sacha                                        | Laura                         |
| 1990 | Pacific Palisades                                 | Bernardette                   |
| 1989 | Mes nuits sont plus belles que vos jours          | Blanche                       |
| 1988 | L'étudiante                                       | Valentine Ezquerra            |
| 1988 | Chouans!                                          | Céline                        |
| 1986 | Descente aux enfers                               | Lola Kolber                   |
| 1985 | Police                                            | Noria                         |
| 1985 | L'amour braque                                    | Mary                          |
| 1984 | Joyeuses Pâques                                   | Julie                         |
| 1984 | Fort Saganne                                      | Madeleine de Saint-Ilette     |
| 1982 | La boum 2                                         | Vic Beretton                  |
| 1980 | La boum                                           | Vic Beretton                  |

### Som instruktør og manuskriptforfatter
| År   | Filmtitel                |
| ---- | ------------------------ |
| 2007 | La Disparue de Deauville |
| 2002 | Parlez-moi d'amour       |
| 1995 | L'Aube à l'envers        |